# Jan Václav Stich
Jan Václav Stich, nebo německy jako Johann Wenzel Stich, známý pod italským pseudonymem Giovanni Punto, (28. září 1746, Žehušice – 16. února 1803, Praha-Malá Strana) byl český virtuos na lesní roh, houslista a hudební skladatel.

## Život

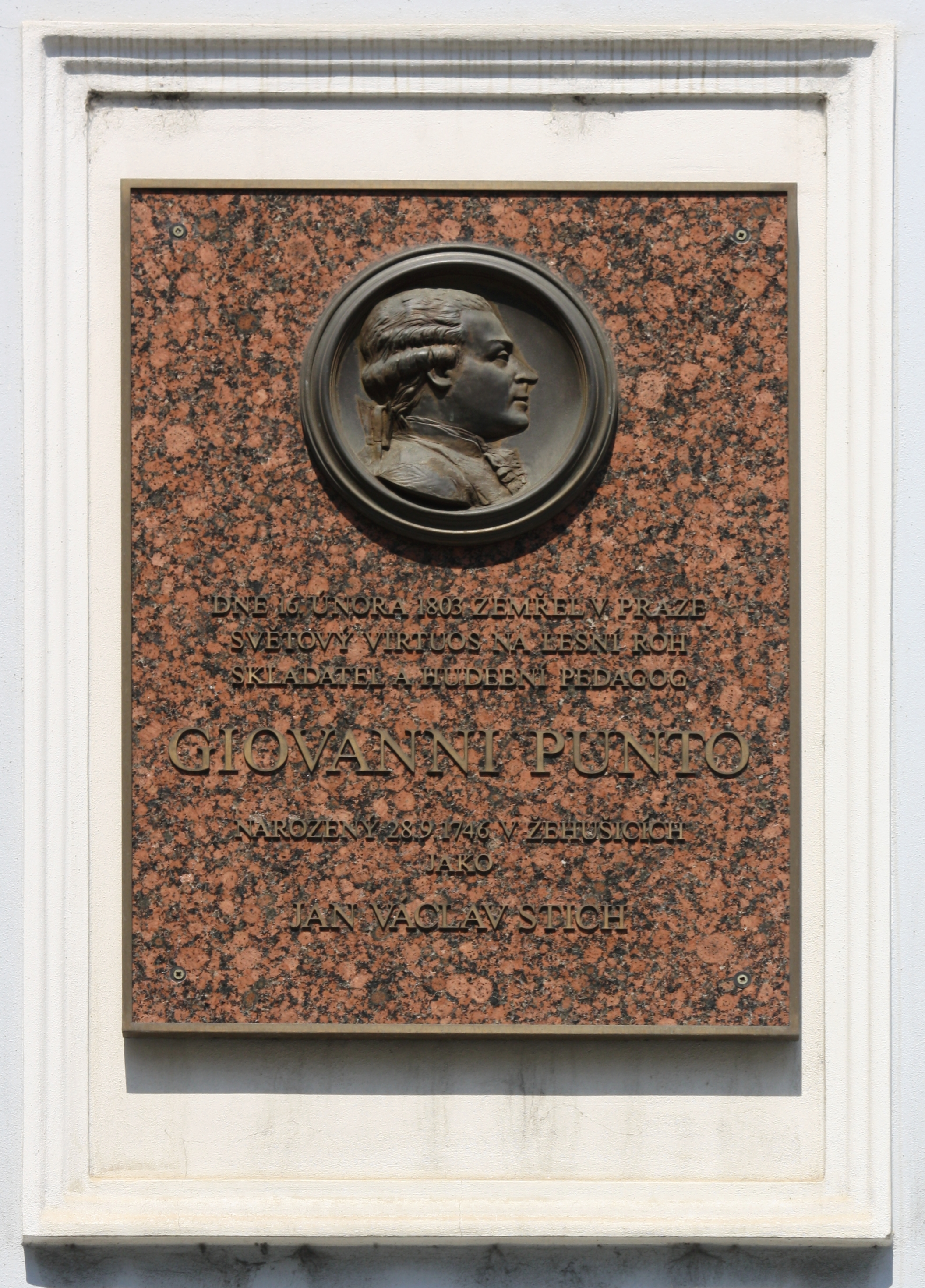
Pamětní deska v ulici Tržiště v Praze na Malé Straně

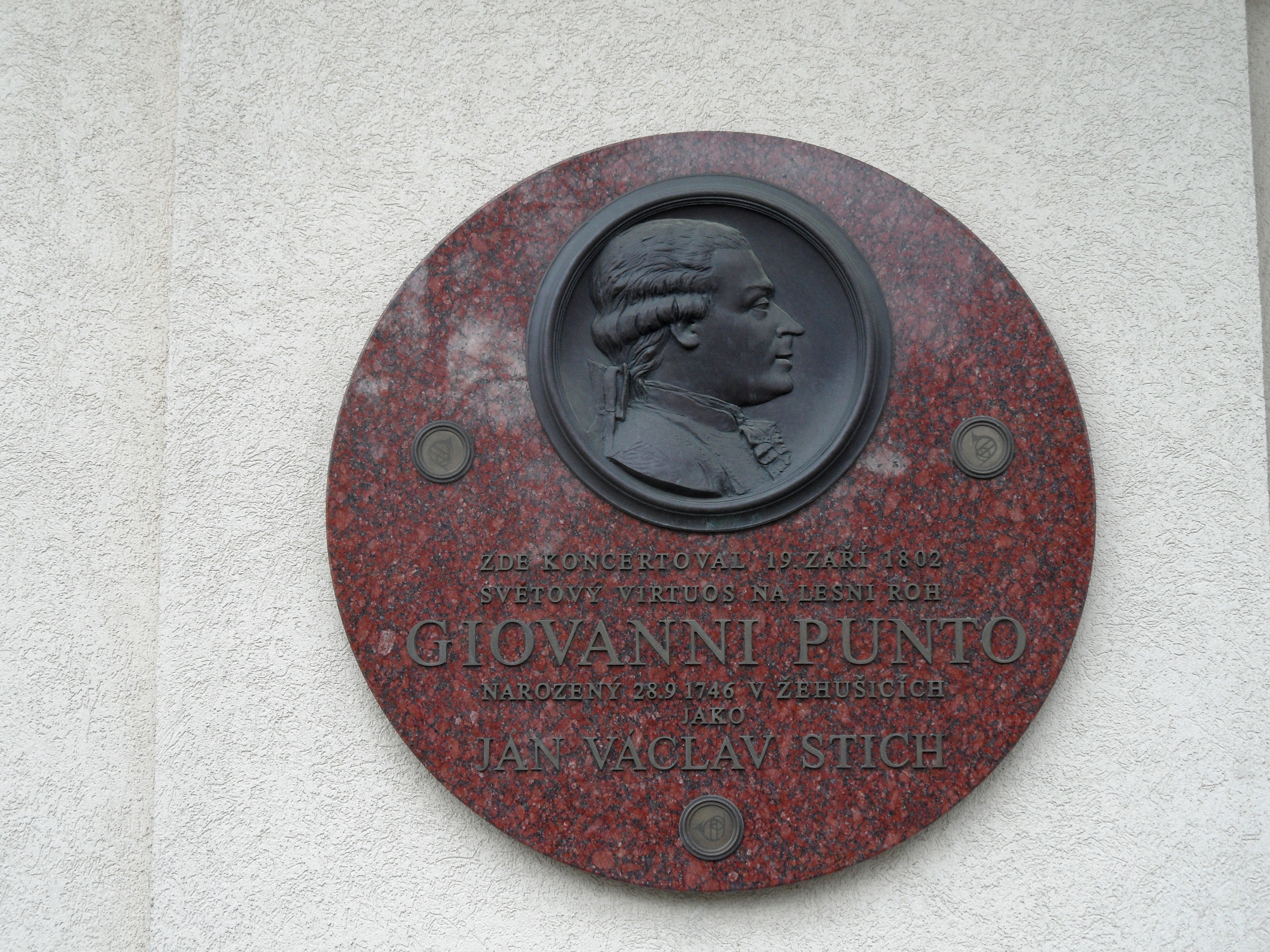
Pamětní deska v Čáslavi

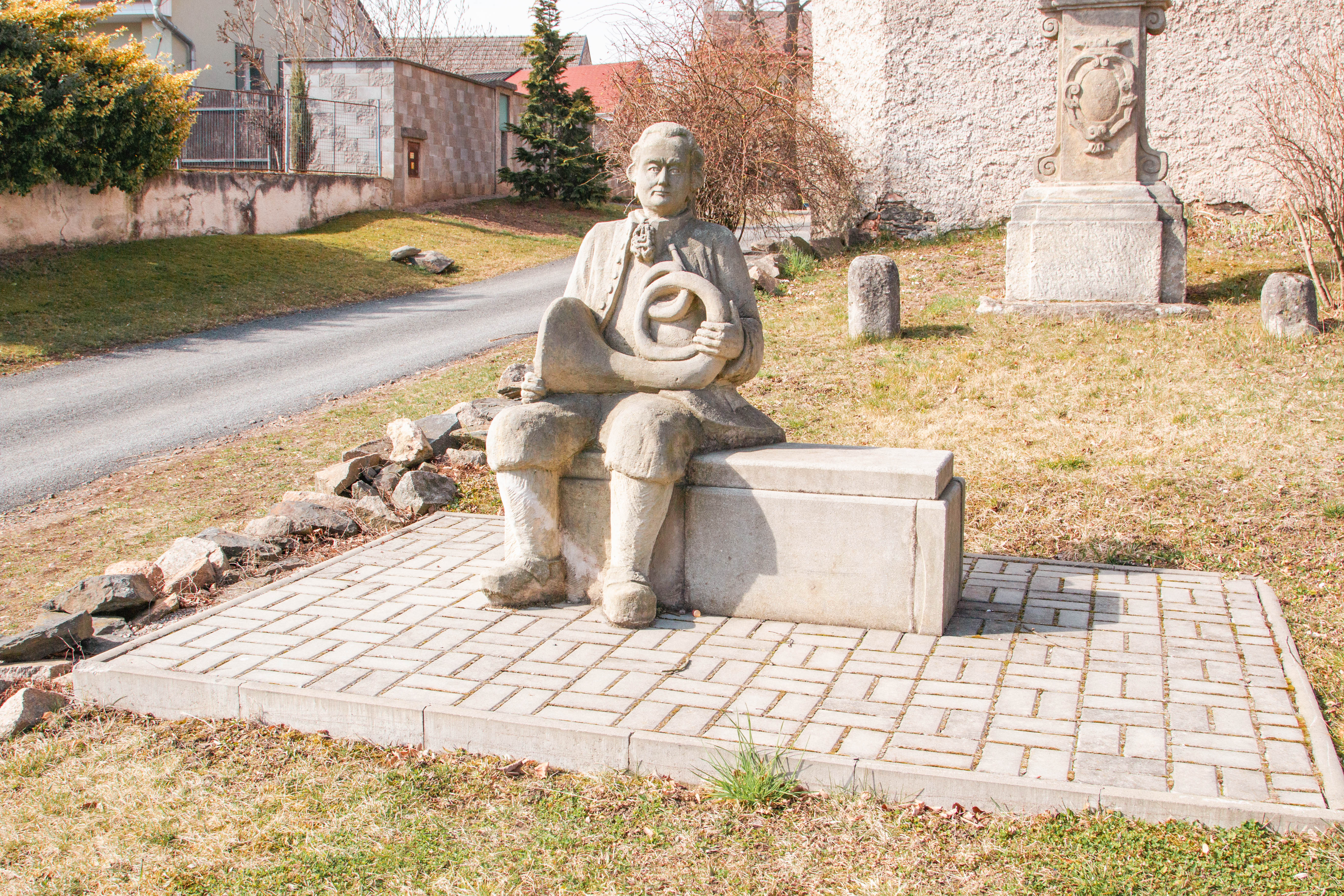
Pamětní lavička Jana Václava Sticha v Žehušicích

Stich byl hudebně nadaným synem kočího a poddaného na žehušickém panství hraběte Jana Josefa Antonína z Thunu a Hohensteina (1711–1788), který ho poslal do učení ve hře na lesní roh do Prahy k Josefu Matějkovi (též Matiega) a k Janu Šindelářovi (hornistovi hraběte Mansfelda) do Dobříše. V roce 1763 byl odeslán do Drážďan k dobříšskému rodákovi K. Houdkovi a jeho kolegovi A. J. Hamplovi původem z Prahy, kde si osvojil jím tehdy vyvinutou techniku krytí, kterou později rozvinul a zdokonalil.
V roce 1764 však byl nucen vrátit se do dvorní kapely hraběte Thuna, kde kromě hry na lesní roh musel sloužit také jako livrejovaný sluha. S údělem sluhy se Stich, který si již zvykl v zahraničí za své umění sklízet ovace, nehodlal smířit. V roce 1768 po večerním koncertu se třemi dalšími dechaři využil zmatku kolem množství sezvaných hostů a v noci tajně uprchl ze služby hraběte Thuna. Ten, když se o útěku dozvěděl, najal špehy s úkolem Sticha a ostatní hudebníky najít a přivést zpět, nebo alespoň vyrazit přední zuby, aby již nikdy nemohl hrát na hornu. Špehové Sticha vypátrali v Aušpurku, kde se ukrýval pod jménem "Bomba". Jakmile zjistil, že byl odhalen, uprchl znovu a pod italským pseudonymem Giovanni Punto, což byl překlad jeho jména (Stich, německy steh = italsky punto). To posloužilo jednak jako krycí jméno, neboť hrabě Thun netušil, že jde o Sticha a zároveň to odpovídalo dobové oblibě italizace uměleckých jmen.
Stich byl nejprve činný u Josefa Fridricha Viléma z Hohenzollern-Hechingenu, v roce 1769 odešel do služeb mohučského arcibiskupa Emmericha Josefa z Breidbachu. Zde setrval do roku 1774 a do roku 1780 přebýval u würzburského biskupa Adama Fridricha ze Seinsheimu.
V roce 1781 odešel do Paříže, kde pracoval pro hraběte z Artois (pozdějšího krále Karla X.) Stich, který se mezitím stále více proslavoval jako houslista, vedl v letech 1795 až 1797 pařížský orchestr Théâtre des Variétés Amusantes.
Nad rámec svých pevných angažmá se dostal na početná turné po evropských zemích, kde si získal věhlas virtuosa na lesní roh. Takto se setkal i s Wolfgangem Amadeem Mozartem a vystupoval v letech 1800 ve Vídni a Budapešti na koncertech s mladým Ludwigem van Beethovenem, který pro něj zkomponoval sonátu op. 17 pro lesní roh a klavír, se kterou s ním i koncertně vystupoval.
V roce 1777 byl Stich pozván do Anglie, aby techniku krytí naučil hráče orchestru tehdejšího krále Jiřího III.
Na památku Giovanniho Punta Mezinárodní společnost pro lesní roh každoročně od roku 1985 uděluje „IHS Punto Award“, jednu z renomovaných mezinárodních cen pro hráče na lesní roh. V jeho rodných Žehušicích se také každoročně pořádá festival hry na lesní roh. 
Od roku 1997 nese jeho jméno také místní základní škola. Při příležitosti 250. výročí jeho narození propůjčilo Ministerstvo školství škole čestný název „Základní škola Jana Václava Sticha - Punta Žehušice“.
Český skladatel Jaroslav Smolka napsal na námět ze života J. V. Sticha komorní operu Hra o zuby, která měla premiéru roku 1984.

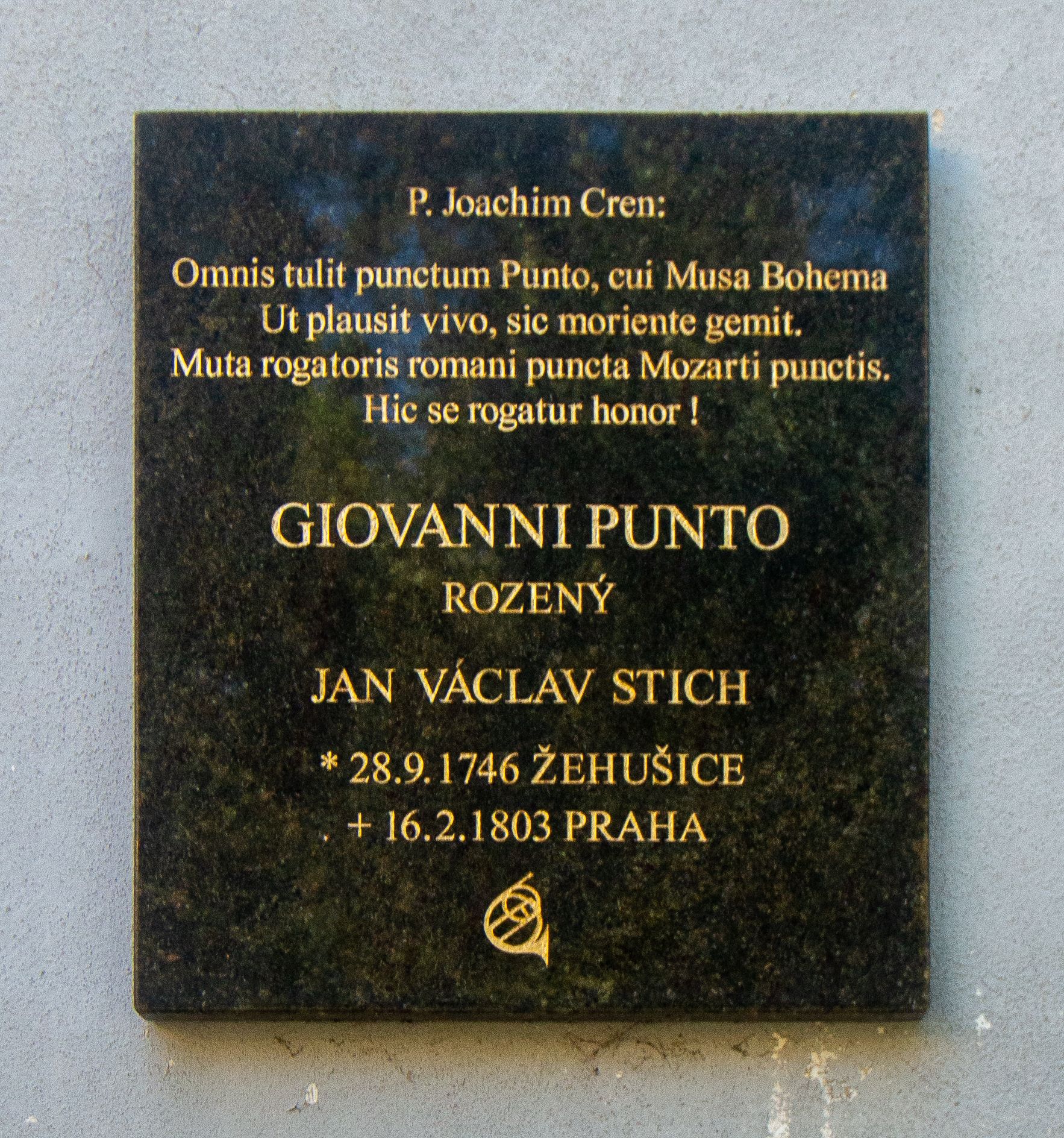
Pmětní deska na kostele Nejsvětější trojice na Malostranském hřbitově

## Dílo
- 16 koncertů pro lesní roh a orchestr
- koncert pro klarinet
- 3 kvintety pro flétnu, lesní roh, housle, violu a kontrabas
- 24 kvartetů pro lesní roh, housle, violu a kontrabas
- 3 kvartety pro flétnu, housle, violu a kontrabas
- 20 hornových trií
- několik trií pro flétnu a smyčce
- více než 100 duetů pro 2 lesní rohy

Dále přepracoval Hamplovu školu pro lesní roh a napsal sbírku denních cvičení.